# Alma Mahler
Alma Marie Schindler, de casada Alma Mahler (31 d'agost de 1879 – 11 de desembre de 1964), va ser una dotada pianista, compositora i pintora vienesa. Malgrat haver-se conservat molt poc de la seva obra musical, aquesta encara és executada en l'actualitat.

## Biografia

### Una enlluernadora vienesa entre artistes
Alma Maria Schindler va nàixer a Viena, Àustria, filla del pintor Emil Jakob Schindler i la seua esposa Anna Von Bergen. Alma va créixer en un entorn privilegiat, freqüentant nombrosos artistes; entre els amics de son pare, s'hi trobava per exemple Gustav Klimt, que va dibuixar diversos retrats d'ella i que li va donar el seu "primer bes". Després de la mort de Schindler (1892), Anna es va casar amb un dels últims deixebles de son pare, Carl Moll. Quan era jove, Alma va tenir una sèrie de flirtejos, entre aquests, un amb Klimt, un altre amb el director teatral Max Burckhard i també amb el compositor Alexander von Zemlinsky.

### Mahler
El 9 de març de 1902, es va casar amb el compositor i director d'orquestra austríac Gustav Mahler, que era 20 anys major. Amb ell, va tenir dues filles: Maria Anna (1902-1907), que va morir molt petita de febre escarlatina o de diftèria (Alma va culpar Mahler d'haver "temptat al destí" amb els seus Kindertotenlieder, els textos dels quals parlen precisament d'uns infants morts), i Anna (1904-1988), futura escultora. Mahler va estimar profundament Alma; va manifestar que el famós Adagietto de la Simfonia núm. 5, el segon tema de la sisena i passatges semblants en la vuitena, eren retrats musicals d'Alma. Tanmateix, els termes del matrimoni d'Alma amb Mahler incloïen l'abandó de les seues inquietuds artístiques en la pintura i la música per dedicar-se plenament al seu matrimoni, encara que va ser copista i lectora de proves de les obres del seu espòs.

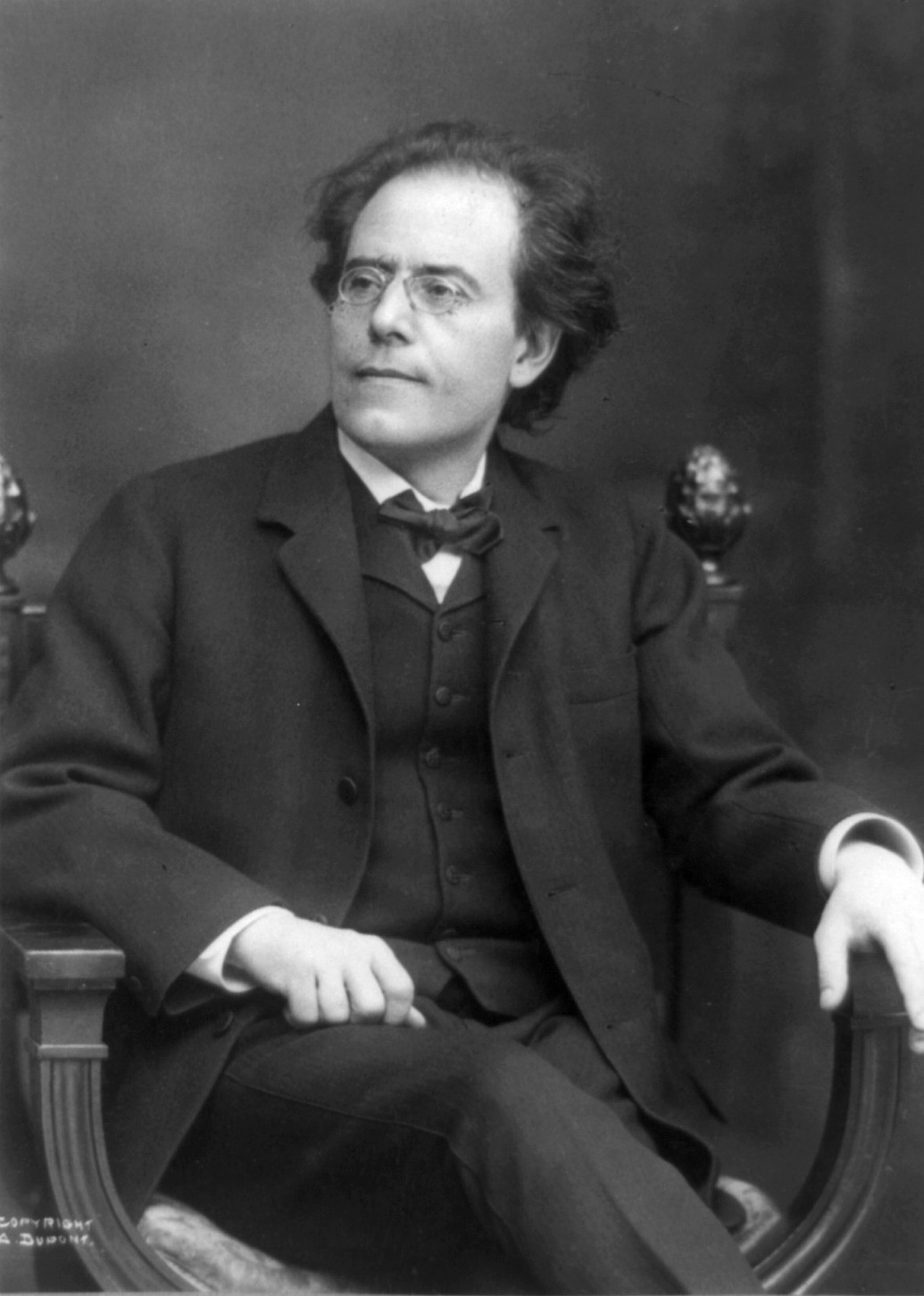
Gustav Mahler l'any 1909

Si bé ella va assumir inicialment aquest sacrifici, després se'n va penedir. Posteriorment, Mahler va mostrar interès per les composicions d'Alma, però ja era tard. En l'estiu de 1910, Alma va emmalaltir i va anar a reposar a un balneari a Tobelbad, prop de Graz, a Àustria; Mahler va romandre a la seua residència a Toblach per tal de compondre. Aleshores, Alma es va enamorar del jove arquitecte Walter Gropius, fundador de la Bauhaus. Mahler va sol·licitar una consulta mèdica (una sessió de la llavors nova psicoanàlisi) amb Sigmund Freud, per tal d'indagar en les causes de la seua insatisfactòria relació. Mahler va descobrir la infidelitat per una carta d'Alma, cosa que el va fer patir amargament; i li demanà a Alma que es quedara amb ell. La situació emocional que va viure Mahler, la va plasmar en tres moviments de l'obra en què estava treballant, la Simfonia núm. 10. Després que Mahler morís l'any 1911, menys d'un any després d'aquests esdeveniments, Alma va suprimir els tres moviments (inconclusos) al·lusius a ella i va encarregar al compositor Ernst Krenek donar tocs finals al primer moviment, que ja estava quasi conclòs. Només al final de la seua vida, després de sentir una gravació preliminar de la versió completa de l'obra, acabada pel compositor i musicòleg Deryck Cooke, va autoritzar la publicació de l'obra.

### Gropius, Kokoschka i Werfel
Alma es va casar amb Gropius el 1915, però se'n va divorciar quatre anys després. La relació va ser tumultuosa. Abans del divorci, durant dos anys, Alma havia tingut un afer amb el pintor Oskar Kokoschka, que la va retratar diverses vegades i que en el seu Der Windsbraut (L'esposa del vent) va representar el seu amor per ella. Temorosa de la passió de Kokoschka, Alma el va abandonar pel novel·lista Franz Werfel, i va quedar embarassada -ella considerava que el fill era de Werfel- mentre encara estava casada amb Gropius. Després de deixar-la anar, Kokoschka va encarregar fer una nina de grandària real per recordar Alma amb tots els seus detalls. Hi ha rumors sobre la seua presència en un teatre local a Viena portant la nina com si es tractara de la seua companya. Ja divorciada, es va casar amb Werfel el 1929, però el seu fill, Martin Carl Johannes, va nàixer prematurament i va morir als deu mesos. La filla que va tenir amb Gropius, Manon (1916-1935), va morir de poliomielitis, als 18 anys. El compositor Alban Berg, gran amic seu, i que sentia gran afecte per la noia, va escriure el seu famós concert per a violí i orquestra A la memòria d'un àngel en memòria seua (la que seria la seua última obra).

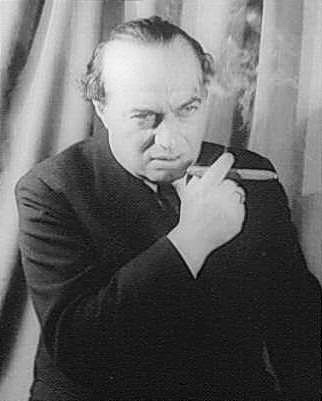
Franz Werfel

L'any 1938, Alma i Werfel, per tal de fugir de l'Anschluss, van deixar Àustria i van viatjar a França. Amb la invasió alemanya i l'ocupació de França durant la Segona Guerra Mundial i la deportació dels jueus als camps de concentració nazis, ella i el seu espòs van abandonar França. Amb l'ajuda del periodista estatunidenc Varien Fry a Marsella, van escapolir-se del règim nazi en un singular viatge pels Pirineus fins a Espanya i d'ací a Portugal i Nova York. Es van establir eventualment a Los Angeles, on Werfel va aconseguir un singular èxit amb la seua novel·la La cançó de Bernadeta, que va ser convertida en una pel·lícula l'any 1943 amb Jennifer Jones com a protagonista. Després de la mort de Werfel el 1945, Alma va tornar a Nova York, on era un personatge cultural destacat, i va publicar volums de les cartes de Mahler i les seues pròpies memòries Mein Leben (traduïdes a l'anglés And the Bridge Is Love, 'I el pont és l'amor'). Els seus amics es van disgustar quan ella es va declarar simpatitzant del feixisme, inspirada en Nietzsche, antisemita i admiradora de Mussolini (però no de Hitler). Va morir el 1964.

## La seua vida privada
La seua particular història amb matrimonis múltiples va ser objecte de burla en la cançó de Tom Lehrer Alma en la qual Gustav Mahler canta sobre ella: That is the fraulein I must have ('aquesta és la dama que he de posseir'). En la introducció parlada d'aquesta cançó, Lehrer remarca com persones com Alma Mahler Gropius Werfel "make you realize how little you've accomplished. It Is a sobering thought that when Mozart was my age he had been dead for two years!" ('et fa veure què poc has aconseguit. És superb pensar que quan Mozart tenia la meua edat estava mort feia dos anys'). També va comentar sarcàsticament sobre com apareixeria la seua necrològica en els diaris, amb una llarga llista de noms masculins.
La seua vida és narrada és la pel·lícula de 2001 de Brosse Beresford Bride of the Wind, en què actua com a Alma l'actriu Sarah Wynter. El personatge d'Alma també apareix en la famosa pel·lícula Mahler de 1974 dirigida per Ken Russell, amb Georgina Hala com a Alma.

## La música d'Alma
Ja jove, Alma era una dotada pianista; va estudiar composició amb Alexander von Zemlinsky el 1897. Va escriure lieder i obres instrumentals, a més de començar la composició d'una òpera. Només 16 lieder n'han sobreviscut, com per exemple, els 5 lieder publicats l'any 1911 a l'editorial Universal Edition.